# Sedum koyuncui
Sedum koyuncui är en fetbladsväxtart som beskrevs av Yild.. Sedum koyuncui ingår i Fetknoppssläktet som ingår i familjen fetbladsväxter. Inga underarter finns listade i Catalogue of Life.